# Denotatie
Denotatie is het proces van verwijzing naar de letterlijke betekenis van een woord. Het woord denotatie is afgeleid van het Franse dénotation.
De term staat naast het begrip connotatie, dat wil zeggen bijkomende betekenissen die afhangen van de context. Vervolgens is het denotatum datgene in de werkelijkheid waarnaar verwezen wordt. Een teken denoteert dus een echt bestaand object.
Pogingen om het begrip denotatie te formaliseren in de semantiek, een deelgebied van de semiotiek, gaan doorgaans uit van de verzamelingenleer. In eenvoudige semantische theorieën (extensionele semantiek) duidt een zelfstandig naamwoord als paard de verzameling paarden in de wereld aan. Dit soort theorieën heeft echter problemen met woorden als eenhoorn die wel degelijk een concept aanduiden, maar geen concrete individuen in de wereld. Dit is een van de redenen om te werken met zogenaamde intensionele semantiek.
Het denken over denotatie heeft een lange geschiedenis. Volgens de semioticus Umberto Eco is de denotatie als eigenschap gezien van drie dingen:
1. enkelvoudige termen (appel, ding, paard);
2. declaratieve zinnen (vaak een stelling, zoals ik ben ziek);
3. naamwoordgroepen en definiete beschrijvingen (een eigenschap van specifieke/bepaalde naamwoordgroepen).

Het is daarbij steeds de vraag of denotatie nauw verband houdt met de betekenis (intensioneel) of verband houdt met verwijzing (extensioneel). Dat standpunt kan per geleerde verschillen. Hoe dan ook, denotatie kan alleen maar werken als de woorden vaststaan binnen een bepaalde taal. Het gaat om het pure benoemen zonder meer. De connotatie wordt vervolgens door cultuur bepaald.
Het aanduidingsproces hangt af van de dingen in de werkelijkheid, want alleen op basis daarvan kan er een denotatum zijn of niet. Charles W. Morris stelde hierover: Where what is referred to actually exists as referred to the object of reference is a denotatum. Het woord draak heeft een denotatum als het gaat over mythologie en dus over de mogelijke wereld van het mythologische verhaal. Er wordt dan verwezen naar een specifieke fictie die als zodanig een object is. Als het echter over evolutie of dierkunde gaat, dan heeft het woord geen denotatum. Toch is het woord niet zonder betekenisinhoud, er kan wel een voorstelling van gemaakt worden, en daarom gebruikt Morris ook nog het begrip significatum. In een bepaalde context is er bij denotatie weliswaar geen denotatum, maar desondanks wel een significatum.